# The Litter
The Litter è stato un gruppo musicale garage rock psichedelico statunitense originario di Minneapolis guidato da Dan Rinaldi ed attivo tra il 1966 fino al 1972, riformatosi saltuariamente negli anni novanta.
Il loro stile era fortemente influenzato dai gruppi della british invasion come Yardbirds, The Who e Small Faces.
Formato nel 1966 da membri di due precedenti band locali, The Victors e The Tabs, esordirono nel 1967 con il singolo Action Woman scritto dal produttore Warren Kendrick. Snobbato all'epoca fu riscoperto alla fine degli anni settanta nella raccolta Pebbles sui gruppi garage rock statunitensi fu integrato nel cofanetto definitivo di Nuggets.
Il loro esordio fu Distortions del 1967. Dopo questo esordio il gruppo ha pubblicato altri tre album in studio, l'ultimo pubblicato nella reunion del 1998 composta da tracce registrate negli anni sessanta e mai pubblicate, oltre a numerose raccolte.

## Discografia

### Album
- 1967 - Distortions (Warick WM-671-A)
- 1968 - $100 Fine (Hexagon 681-S)
- 1969 - Emerge (Probe 4504-S)
- 1998 - Re-Emerge (Arf! Arf! AA-080)